# Macedo do Mato
Macedo do Mato is een plaats (freguesia) in de Portugese gemeente Bragança en telt 296 inwoners (2001).